# Costanoan
Costanoan, jezična porodica, u novije vrijeme često se vodio kao dio veće porodice Miwok-Costanoan (utian), i kolektivno klasificirani Velikoj porodici Penutian. Obuhvaća jezike Indijanaca s obale Kalifornije:
- Awaswas (Santa Cruz Costanoans), između rijeka Pescadero i Pajaro.
- Chalon (Soledad Costanoans), sredni tok rijeke Salinas.
- Chocheño (Chochenyo, East Bay Costanoans), East Bay, u okruzima Alameda i Contra Costa.
- Karkin (Carquin), Carquinez Strait.
- Ramaytush (San Francisco Costanoans), između zaljeva San Francisco Bay i pacifičke obale.
- Tamyen (Santa Clara Costanoans), na Coyote Creek i Calaveras Creek.
- Huchiun (Huichun, Juichun), od Temescal Creeka do Rodeo Creeka.
- Mutsun (San Juan Bautista Costanoans), duž San Benito Rivera i San Felipe Creeka.
- Rumsen (Monterey Costanoans), od rijeke Pajaro do Point Sura.

Hodge na svome popisu navodi njihove skupine ili sela, viz.: Ahwaste, Altahmo, Ansaime, Aulintac, Chalone, Costanos, Juichun, Kalindaruk, Karkin, Mutsun, Olhon, Romonan, Rumsen, Saclan, Thamien, Tulomo i s rezervom Wacharon; nadalje Jalquin, etc.

## Kultura
Costanoan plemena živjela su poglavito od žira i sjemenaka koje su sakupljali, nadalje od ribolova i školjaka koje su tražili uz obalu, te od lova na jelene i manju divljač. Odjeća im je bila oskudna, a muškarci su hodali goli. Tule-trska (Schoenoplectus acutus) bila je osnovna sirovina za gradnju kuća, balsi i splavova. Košaraštvo su poznavali, ali ne i lončariju. Mrtve su palili. Među Rumsen Indijancima sa zaljeva Monterey poznato je obožavanje sekvoje (redwood).

## Sela
Popis sela koje daje Hodge iz kojih su neofiti s franjevačke španjolske misije Dolores.
Abmoctac, Acnagis, Acyum, Aleta, Altahmo, Aluenchi, Amutaja, Anamas, Anamon, Anchin, Aramay, Assunta, Atarpe, Cachanegtac, Caprup, Carascan, Cazopo, Chagunte, Chanigtac, Chapugtac, Chayen, Chipisclin, Chipletac, Chiputca, Chuchictac, Chupcan, Churmutce, Chutchin, Chynau, Conop, Elarroyde, Flunmuda, Gamchines, Genau, Guanlen, Guloismistac, Halchis, Horocroc, Huimen, Hunctu, Itaes, Joquizara, Josquigard, Juniamuc, Juris, Lamsim, Libantone, Livangebra, Livangelva, Luianeglua, Luidneg, Macsinum, Malvaitac, Mitline, Muingpe, Naig, Naique, Napa, Olestura, Ompivromo, Otoacte, Oturbe, Ousint, Patnetac, Petaluma, Proqueu, Pructaca, Pruristac, Puichon, Purutea, Puycone, Quet, Sadaues, Sagunte, Saraise, Saruntac, Satumuo, Saturaumo, Sicca, Sipanum, Siplichiquin, Siscastac, Sitintajea, Sitlintaj, Sittintac, Ssalayme, Ssichitca, Ssipudca, Ssiti, Ssogereate, Ssupichum, Subchiam, Suchui, Sunchaque, Talcan, Tamalo, Tatquinte, Timigtac, Timsin, Titivu, Torose, Totola, Tubisuste, Tuca, Tupuic, Tupuinte, Tuzsint, Uchium, Urebure, Ussete, Vagerpe, Vectaca, Yacmui, Yacomui, Zomiomi, Zucigin.

## Plemena
Popis plemena koje nabraja Hodge iz kojih su neofoti s franjevačke španjolske misije Dolores.
Ahwaste, Bolbone, Chiguau, Cuchillones, Chuscan, Cotejen, Junatca, Karkin, Khulpuni, Olemos, Olhon, Olmolococ, Olpen, Quemelentus, Quirogles, Saclan, Salzon (Suisun), Sanchines, Saucou, Sichican, Uchium, Uquitinac.

## Vanjske poveznice
- Ethnologue (14th)
- Ethnologue (15th)
- Costanoan Family
- Costanoan Indian Tribe

- Ohlone na misiji San José
- Ohlone nastamba